# Battleground (Alabama)
Battleground es una comunidad no incorporada en el condado de Cullman, Alabama, Estados Unidos.

## Historia
El nombre Battleground se deriva de una batalla (battle) que tuvo lugar a lo largo de Forrest Streight Trail durante la Guerra de Secesión.